# Selección femenina de rugby 7 de Papúa Nueva Guinea
La selección femenina de rugby 7 de Papúa Nueva Guinea es el equipo que representa a la Papua New Guinea Rugby Football Union en los campeonatos de selecciones nacionales femeninas de rugby 7.

## Palmarés
- Women's Asia-Pacific Championship (1): 2011[2]
- Oceania Rugby Women's Sevens Challenge (1): 2022

## Participación en copas
| - Dubái 2009: no clasificó - Moscú 2013: no clasificó - San Francisco 2018: 15º puesto - Río 2016: no clasificó - Tokio 2020: no clasificó - Gold Coast 2018: no clasificó - Numea 2011:3° puesto - Port Moresby 2015: 3° puesto - Apia 2019: 3° puesto |

### Serie Mundial
- 2012-13 al 2016-17: no clasificó
- Serie Mundial 17-18: 15º puesto (1 pts)
- Serie Mundial 18-19: 14º puesto (1 pts)
- Serie Mundial 19-20: no clasificó
- Serie Mundial 22-23: 14º puesto (2 pts)

### Challenger Series
- Challenger Series 2022: 11° puesto
- Challenger Series 2023: 12° puesto